# Le radici del cielo (romanzo Tullio Avoledo)
Le radici del cielo è un romanzo di fantascienza postapocalittica del 2011 di Tullio Avoledo. 

## Storia editoriale
Il romanzo costituisce il primo contributo italiano al progetto letterario internazionale Metro 2033 Universe, ideato dallo scrittore e giornalista russo Dmitry Glukhovsky. Avoledo affianca elementi di pura fantascienza postapocalittica a temi teologici e filosofici, come la morte, la fede e la speranza.
Il romanzo è stato tradotto in polacco, russo, tedesco e ungherese.
Il libro ha avuto due seguiti, rispettivamente La crociata dei bambini nel 2014 e Il conclave delle tenebre (Конклав тьмы) nel 2019, quest'ultimo inedito in Italia.

## Trama
Anno 2033. Roma è una città desolata, distrutta da una guerra nucleare che ha reso impossibile la vita all'aperto. Attorno a quel che resta della Chiesa cattolica si è creata nelle catacombe di San Callisto una comunità di poche centinaia di persone, amministrate da un incerto equilibrio di poteri tra i pochi rimasti a rappresentare il Vaticano e la spietata famiglia Mori. Il soglio pontificio è vacante oramai da tempo, rendendo il potere temporale della chiesa sempre meno influente nella gestione politica ed economica del Nuovo Vaticano.
Il cardinale Albani, tra gli ultimi prelati influenti, riesce ad ottenere un'autorizzazione per una spedizione al Nord, a Venezia precisamente con lo scopo di recuperare l'antico tesoro di San Marco. In realtà affida a padre Daniels, preventivamente convocato, di riportare a Roma il Patriarca di Venezia che secondo le sue informazioni è ancora vivo per poter così convocare un Concilio ed eleggere un nuovo papa.
Il viaggio di Daniels lungo lo stivale sarà ricco di imprevisti ed incontri sconvolgenti e difficoltà. Il mondo pare non rispondere più a nessuna regola, la speranza nel futuro e la fede sono quasi del tutto sparite e arrivano a minare anche le convinzioni del giovane sacerdote. Tutto si interrompe a Venezia, prosciugata, spettrale e tuttavia onirica.

## Edizioni
- Tullio Avoledo, Le radici del cielo, Terni, Multiplayer Edizioni, 2011, ISBN 978-88-6355-169-3.
- Tullio Avoledo, Le radici del cielo, Terni, Multiplayer Edizioni, 2013, ISBN 978-88-6355-256-0.